# ملادتش
ملادتش (به چکی: Mladeč) یک منطقهٔ مسکونی در جمهوری چک است که در ناحیه اولومووتس واقع شده‌است. ملادتش ۱۲٫۰۸ کیلومتر مربع مساحت و ۷۵۹ نفر جمعیت دارد و ۲۵۱ متر بالاتر از سطح دریا واقع شده‌است.